# Thomas Darden
Thomas Darden, né le 8 septembre 1900 à New York et mort le 17 juin 1961, est un homme politique américain. Il est gouverneur des Samoa américaines de 1949 à 1951.